# Sponsrade länkar
Sponsrade länkar är en form av internetmarknadsföring på sökmotorer såsom Google, Eniro, MSN, Yahoo, LinkedIn eller Facebook.
Flera företag, till exempel annonsnätverk tillhandahåller tjänster där annonsören kan köpa sponsrade länkar från samtliga sökmotorer och även mäta vad som händer efter klicket. I och med att annonsören kan mäta vad som händer efter klicket kan även kundens sökmotoroptimering och sökmotorpositionering värderas på samma sätt genom samma tekniklösning. När annonsören mäter vad som händer efter klicket, det vill säga hur många besökare som blir kunder och köper något eller som inhämtar viss information från annonsören, så säkerställs det att det är relevant trafik från sökmotorerna.
Sökmotoroptimering är ett begrepp över när annonsörer / kunder optimerar sin sida för att få bättre närvaro i sökmotorer. Eftersom samtliga sökmotorer har ett antal olika spindlar (robotsoftware) som söker av och indexerar Internet är det av vikt att annonsören / kunden tänker över sin optimering så den är maximal effektiv i de sökmotorer där annonsören / kunden har störst potential att få relevant trafik till sin webbplats.